# الدخان (جبل)
جبل الدخان هو جبل يقع جنوب غرب بلدة الخوبة في محافظة الحرث في منطقة جازان جنوب غرب المملكة العربية السعودية ويبعد عن مدينة جازان نحو 100 كيلو متر، حيث يحف جبل الدخان مسار خط الحدود بين السعودية واليمن من الجهة الجنوبية الشرقية وتبلغ مساحة الجبل 14 كم2، ويبلغ ارتفاع الجبل نحو 500 متر عن سطح البحر ويرتفع عما حوله 250 مترا. ويمثل مع جبل الرميح الواقع جنوبه منطقة جبلية واحدة داخل الأراضي السعودية.

## الحدود
تحيط بالجبل من جميع الجهات بلدات وقرى منها: الخوبة، الغاوية، مصفوقة، الشانق، المعرسة، السبخاية، جلاح، الراحة، المزبرات. يحد الجبل من الشمال وادي حمران أحد روافد وادي خلب ومن الجنوب وادي ليه، كما أن أهمية جبل دخان كونه يشرف على جميع القرى السعودية واليمنية القريبة منه ويمثل بداية ارتفاع الجبال من جهة البحر الأحمر غرباً. ويقع إلى الشرق من جبل الدخان جبل الدود وهو من الجبال السعودية ويتميز جبل الدود بإشرافه على بلدة الخوبة من الشمال الغربي وعلى بلدة الملاحيظ اليمنية من الشمال الشرقي، كما تقع على سفوحه الغربية بلدات الغاوية ومصفوقة السعوديتين وبلدة المقبص السعودية من الشرق ــ ويعد جبلا الدخان والدود من جبال السراة ، حيث يبدأ من بعدهما باتجاه الشرق ارتفاع الجبال حتى سلسلة جبال الحجاز.
الجبال والقرى اليمنية المحاذية للحدود السعودية في هذه المنطقة تتبع إدارياً محافظة صعدة اليمنية في الشمال الشرقي من المنطقة وترتبط الملاحيظ مع صعدة بطريق معبد يبلغ طوله 200 كيلومتر عبر جبل رازح في محافظة صعدة الذي يصل ارتفاعه إلى أكثر من 2400 متر ويبعد جبل رازح عن صعدة نحو 100 كيلومتر.